# Sidney Lee

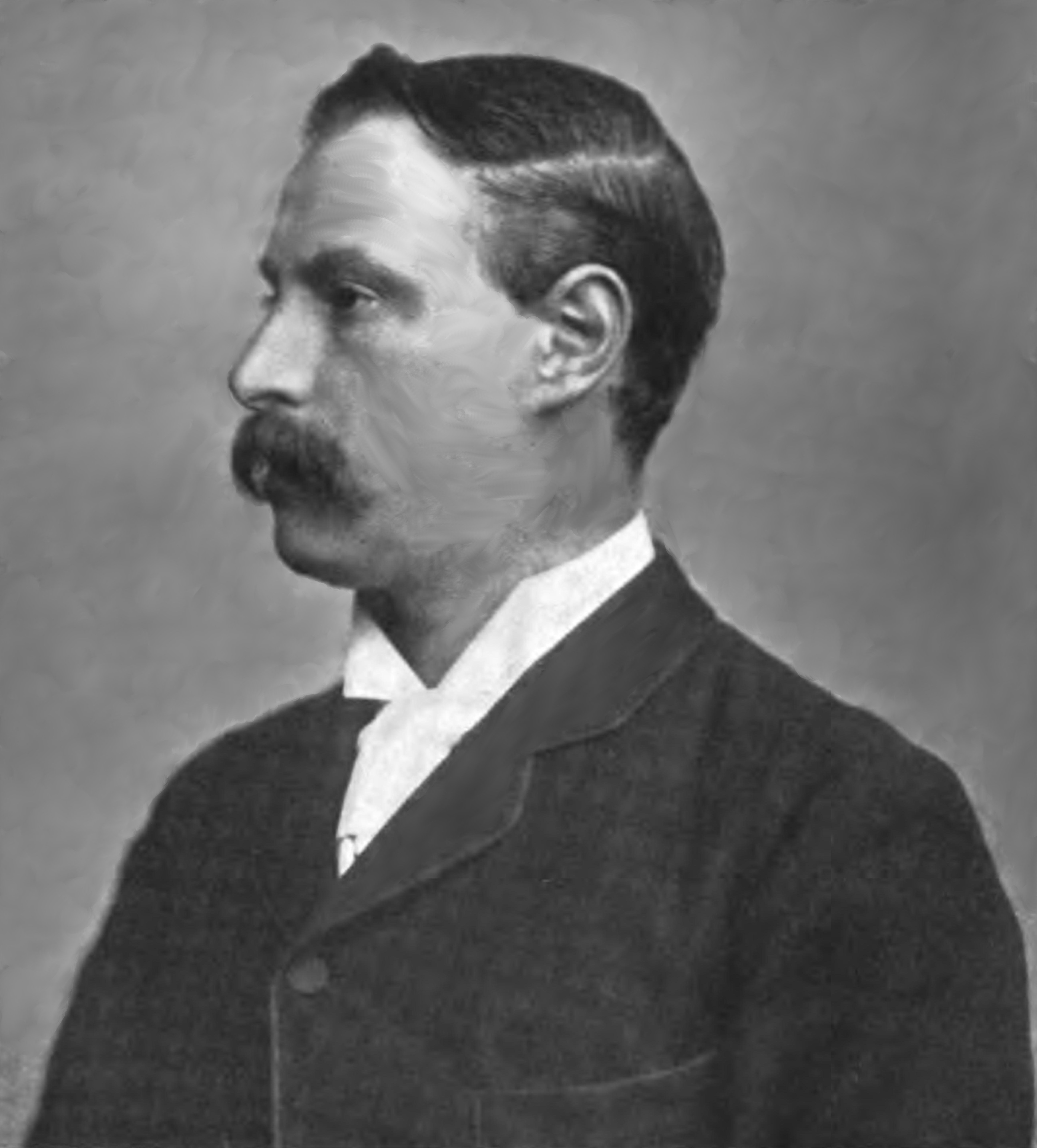
Sidney Lee.

Sidney Lee, född som Samuel Lazarus Levi (adlad 1911), född 5 december 1859 i London, död 3 mars 1926, var en brittisk författare.
Lee var under en följd av år medarbetare i, från 1891 huvudredaktör av det biografiska uppslagsverket Dictionary of national biography, för vars räkning han skrev ett stort antal på ingående källstudier grundade artiklar, de flesta behandlande den elisabetanska tidens personligheter. Om hans grundliga kännedom om denna period vittnar främst hans Shakespearemonografi (1898, 4:e upplagan 1925), som länge var standardverk samt Shakespeare and the modern stage (1906), Shakespeare and the Italian renaissance (1915) med flera verk. Bland Lees övriga arbeten märks Life of Queen Victoria (1902) samt en på officiellt uppdrag skriven biografi över Edvard VII (2 band, 1925-27).